# 御社宮司神
御社宮司神（日语：ミシャグジ）為日本自古以來的神祇，民俗學者柳田國男認為該神明乃是與大和民族對立的原住民信仰；別名有御射宮司神、塞神、石神、御石神、御左口、赤口、杓子神、守宮神等近2百種漢字寫法。

## 概要
因地域、風俗不同，各地對御社宮司神的稱呼有多樣的音轉發音。經過柳田國男的考察，御社宮司神乃是一種塞神，亦即大和民族和原住民在各自居住的地域裡樹立的標誌。日本各地對此神明有多種音轉發音，將「塞」念成「サエ、ソコ、サキ」等的語源跟阿伊努語有關。而「石神」無論念成「シャクジ」或「いしがみ」，日文辭典解釋成單、複數的差別而已。但是《日本民俗大辭典》卻出現不同的闡釋，「シャグジ」應為「社貢寺」的發音，該寺院現已歿，但成為當地的俗名。「オシャゴジ」也是江戶高輪地區對釋地大明神的俗稱，明和7年北左農山人在其著書《江南駅話》提及：「該神宮供奉的釋地大明神，信徒對著書寫在神位上的字膜拜，一邊說著這就是おしゃこじ啊！」。
著眼於該信仰的分布，有人認為跟諏訪信仰有關。信徒們認為此一頭部為男性生殖器官形狀的大蛇或蜥蜴型態之神祇可以治癒百日咳、口腔發炎等病症，也能保佑安產育子；不過其祠堂、神座、口傳神蹟等正逐年減少。據《駿河國新風土記》記載，在村莊丈量土地、埋設劃分界線用的「間竿」後會祭拜該神明；《和漢三才圖會》亦曾出現「志也具之宮（音同御社宮司神）」和道祖神皆屬守路神的記錄。

## 信仰
歷經多年的習合混同，現今諏訪大明神早已成為御社宮司神、蛇神「ソソウ神」（常以白蛇之型態顯現）、狩獵神「チカト神」、石木神洩矢神等神明的混合體，故御社宮司神被視為跟洩矢神同一神而棲身於諏訪湖。據《古事記》之記載，被建御雷神打敗的建御名方神流落至諏訪地區，打敗本地之洩矢神而一統該地。不過本地對於御社宮司神的信仰並未中斷，每年元旦諏訪大社舉行的「蛙狩神事」就是打破御手洗河水面的冰，抓出兩隻正在冬眠的青蛙，以柳弓茅箭射穿後供獻給諏訪大明神，由此可知身為蛇之型態的御社宮司神愛吃青蛙。

## 內部連結
- 諏訪大社
- 建御名方神
- 洩矢神
- 岐神
- 道祖神

## 外部連結
- （日語）ミシャグチ様とその社の一覧 （页面存档备份，存于）
- （日語）隣のミシャグジ様